# Alec Kirkbride
Sir Alec Seath Kirkbride (1897 - 1978) est un diplomate britannique.

## Biographie
Il commence une carrière militaire comme officier dans l'armée du général Allenby de 1916 à 1921. De 1922 à 1927 puis de 1937 à 1939, il est gouverneur d'Acre et du district de Galilée dans la Palestine mandataire. Il est officier résident en Transjordanie de (1927-1937) puis résidant de 1939 à 1946.
En 1946, il est nommé ambassadeur de Grande-Bretagne à Amman et joue un rôle diplomatique important pendant la guerre israélo-arabe de 1948.
De 1952 à 1954, il est ambassadeur en Libye.
Il termine sa carrière comme directeur de la Banque britannique du Moyen-Orient.

## Sources
- (en) Yoav Gelber, Palestine, 1948 : war, escape and the emergence of the Palestinian refugee problem, Brighton Portland, OR, Sussex Academic Press, 2006 (ISBN 1-845-19075-0), p. 402
- Dominique Lapierre et Larry Collins, O Jérusalem : Récit, Paris, Pocket, 1994 (ISBN 2-266-10698-8), p. 870